# António Barbosa Bacelar
António Barbosa Bacelar est un jurisconsulte, historien et poète portugais, né à Lisbonne, en 1610.

## Biographie
Les poésies qu’il publia en 1635, lorsqu’il ne comptait pas encore vingt-cinq ans, lui firent une très-grande réputation parmi ses compatriotes, et l’on voit, par les ouvrages de ses contemporains, qu’ils s’attendaient à avoir en lui un poète du premier ordre. Peut-être aurait-il satisfait leur attente, si la révolution de Portugal n’eût éclaté cinq ans après. Contre l’ordinaire des jeunes gens qui décèlent un génie poétique, il s’était adonné avec ardeur à l’étude de la jurisprudence ; et immédiatement après la révolution, en 1641, il publia une très-bonne défense du droit de la maison de Bragance au trône de Portugal. Ces sortes d’allégations de droit jouaient un grand rôle dans la diplomatie du 17e siècle. Son livre plut à la cour, et lui ouvrit la carrière des dignités et de la fortune. Dès lors les espérances qu’il avait données pour la poésie s’évanouirent. Il publia seulement deux ouvrages historiques, qui ne manquent pas de mérite : l’un sur la guerre du Brésil et l’expulsion des Hollandais de ce continent ; l’autre sur la belle campagne du marquis de Marialva, contre les Espagnols, en 1639. Le premier de ces ouvrages a été traduit en italien, par un anonyme ; le second, en bon latin, par Alexis Collotes de Jantillet. Bacellar mourut à Lisbonne, en 1663, à l’âge de 55 ans, généralement regretté. Il a laissé des ouvrages manuscrits d’histoire et de jurisprudence, imparfaits, qui font voir que, si sa vie ne se fût pas terminée sitôt, il aurait laissé une bien plus grande réputation. C’est ce qui a fait graver sur son tombeau les paroles de l’Écriture : Dum adhuc ordirer, succidit me. Ses poésies ont été toutes recueillies par Pereira da Silva, quelques années après sa mort. Elles sont presque toutes dans le genre lyrique. On y trouve parfois des tournures et même des idées recherchées ; mais les expressions en sont toujours pures et poétiques. La pièce principale est intitulée : Saudades de Lydia.